# Estàndard d'Internet
En enginyeria de xarxes informàtiques, un estàndard d'Internet és una especificació normativa d'una tecnologia o metodologia aplicable a Internet. Els estàndards d'Internet són creats i publicats per Internet Engineering Task Force (IETF). Permeten la interoperació de maquinari i programari de diferents fonts que permeten el funcionament d'Internet. A mesura que Internet es va globalitzar, els estàndards d'Internet es van convertir en la llengua franca de les comunicacions mundials.
Les contribucions d'enginyeria a l'IETF comencen com un esborrany d'Internet, es poden promoure a una sol·licitud de comentaris i, finalment, es poden convertir en un estàndard d'Internet.
Un estàndard d'Internet es caracteritza per la maduresa tècnica i la utilitat. L'IETF també defineix un estàndard proposat com una especificació menys madura però estable i ben revisada. Un esborrany d'estàndard era un nivell intermedi, interromput el 2011. Un esborrany d'estàndard era un pas intermedi que es va produir després d'una norma proposada però abans d'una norma d'Internet.

Tal com es posa a RFC 2026:
En general, un estàndard d'Internet és una especificació que és estable i ben entesa, és tècnicament competent, té implementacions múltiples, independents i interoperables amb una experiència operativa substancial, gaudeix d'un suport públic important i és reconeixiblement útil en algunes o totes les parts del sistema. Internet.

## Visió general
Un estàndard d'Internet està documentat per una sol·licitud de comentaris (RFC) o un conjunt de RFC. Una especificació que s'ha de convertir en una norma o part d'una norma comença com un esborrany d'Internet, i més tard, després de diverses revisions, és acceptada i publicada per l'editor de RFC com a RFC i etiquetada com a estàndard proposat. Més tard, un RFC s'eleva com a estàndard d'Internet, amb un número de seqüència addicional, quan la maduresa ha arribat a un nivell acceptable. Col·lectivament, aquestes etapes es coneixen com a Standards Track, i es defineixen a RFC 2026 i RFC 6410. L'etiqueta Històric s'aplica a documents obsolets de Standards Track o RFC obsolets que es van publicar abans que s'establís el Standards Track.
Només l'IETF, representat per l'Internet Engineering Steering Group (IESG), pot aprovar les RFC de seguiment d'estàndards. La llista definitiva d'estàndards d'Internet es manté als estàndards oficials de protocol d'Internet. Anteriorment, STD 1 solia mantenir una instantània de la llista.

## Història i propòsit dels estàndards d'Internet
L'estàndard d'Internet és un conjunt de regles que han de seguir els dispositius quan es connecten a una xarxa. Atès que la tecnologia ha evolucionat, les regles del compromís entre ordinadors havien d'evolucionar amb ella. Aquests són els protocols que s'utilitzen actualment. La majoria d'aquests es van desenvolupar molt abans de l'era d'Internet, ja en la dècada de 1970, poc després de la creació dels ordinadors personals.
TCP/IP
La data oficial de la primera connexió a Internet és l'1 de gener de 1983. El protocol de control de transferència/protocol d'Internet (TCP/IP) va entrar en vigor. ARPANET (Advanced Research Projects Agency Network) i la Defense Data Network van ser les xarxes per implementar els Protocols. Aquests protocols es consideren la part essencial del funcionament d'Internet perquè defineixen les regles per les quals funcionen les connexions entre servidors. Encara s'utilitzen avui dia mitjançant la implementació de diverses maneres d'enviar les dades a través de xarxes globals.
IPsec
Internet Protocol Security és una col·lecció de protocols que garanteixen la integritat del xifratge en la connexió entre diversos dispositius. L'objectiu d'aquest protocol és protegir les xarxes públiques. Segons IETF Datatracker, el grup dedicat a la seva creació es va proposar a l'existència el 25 de novembre de 1992. Mig any després es va crear el grup i poc després, a mitjans de 1993, es va publicar el primer esborrany.
HTTP
El protocol de transferència d'hipertext és un dels protocols més utilitzats avui en dia en el context de la World Wide Web. HTTP és un protocol senzill per governar com s'intercanvien els documents, escrits en HyperText Mark Language (HTML), a través de xarxes. Aquest protocol és l'eix vertebrador de la Web permetent que tot el sistema d'hipertext existeixi pràcticament. Va ser creat per l'equip de desenvolupadors encapçalat per Tim Berners-Lee. Berners-Lee és responsable de la proposta de la seva creació, que va fer el 1989. El 6 d'agost de 1991 és la data en què va publicar la primera versió completa d'HTTP en un fòrum públic. Aquesta data posteriorment és considerada per alguns com el naixement oficial de la World Wide Web. HTTP ha evolucionat contínuament des de la seva creació, es va complicant amb el temps i la progressió de la tecnologia de xarxes. De manera predeterminada, HTTP no està xifrat, de manera que a la pràctica s'utilitza HTTPS, que significa HTTP Secure.
TLS/SSL
TLS significa Transport Layer Security, que és un estàndard que permet que dos punts finals diferents s'interconnectin de manera robusta i privada. TLS va ser un reemplaçament de SSL. Secure Sockets Layers es va introduir per primera vegada abans de la creació d'HTTPS i va ser creat per Netscape. De fet, HTTPS es basava en SSL quan va sortir per primera vegada. Era evident que es necessitava una manera comuna de xifrar les dades, de manera que l'IETF va especificar TLS 1.0 a RFC 2246 el gener de 1999. Des de llavors s'ha actualitzat. L'última versió de TLS és la 1.3 de RFC 8446 l'agost de 2018.
Model OSI
El model d'interconnexió de sistemes oberts va començar el seu desenvolupament l'any 1977. Va ser creat per l'Organització Internacional per a la Normalització. Es va publicar oficialment i es va adoptar com a estàndard per al seu ús el 1979. Després es va actualitzar diverses vegades i la versió final. Van trigar uns quants anys a presentar el protocol en la seva forma definitiva. La ISO 7498 es va publicar el 1984. Finalment, l'any 1995 es va revisar de nou el model OSI per satisfer les urgents necessitats de desenvolupament de l'aixecament en el camp de les xarxes informàtiques.
UDP
L'objectiu del protocol User Datagram era trobar una manera de comunicar-se entre dos ordinadors de la manera més ràpida i eficient possible. UDP va ser concebut i realitzat per David P. Reed el 1980. Bàsicament, la manera com funciona és utilitzar la compressió per enviar informació. Les dades es comprimirien en un datagrama i s'enviarien punt a punt. Aquesta va resultar ser una manera segura de transmetre informació i, malgrat l'inconvenient de perdre la qualitat de les dades, UDP encara està en ús.

## Organitzacions d'estàndards d'Internet
El procés d'estandardització es divideix en tres etapes:
1. Els estàndards proposats són estàndards que s'han d'implementar i es poden canviar en qualsevol moment
2. L'esborrany de l'estàndard es va provar acuradament per preparar Riverside per formar el futur estàndard d'Internet
3. Els estàndards d'Internet són estàndards madurs.

Hi ha cinc organitzacions d'estàndards d'Internet: Internet Engineering Task Force (IETF), Internet Society (ISOC), Internet Architecture Board (IAB), Internet Research Task Force (IRTF), World Wide Web Consortium (W3C). Totes les organitzacions han d'utilitzar i expressar el llenguatge d'Internet per seguir sent competitius en la fase actual d'Internet. Alguns objectius bàsics del procés d'estàndards d'Internet són: garantir l'excel·lència tècnica; implementació i proves anteriors; registres perfectes, concisos i fàcils d'entendre.